# إيفارس غودمانيس
إيفارس غودمانيس (باللاتفية: Ivars Godmanis)، هو سياسي لاتفي شغل منصب رئيس وزراء لاتفيا ما بين 1990 و1993 وما بين 2007 و2009. يعد غودمانيس أول رئيس وزراء بعد استقلال لاتفيا عن الاتحاد السوفيتي.

## مساره السياسي
شغل غودمانيس منصب رئيس الوزراء في الفترة من 1990 إلى 1993، حيث ركز بشكل أساسي على الانتقال بلاتفيا من الاقتصاد الشيوعي إلى الاقتصاد الرأسمالي. في عام 1995 حصل إودمانيس على وسام النجوم الثلاثة. شغل فيما بعد منصب وزير المالية من عام 1998 إلى عام 1999. كان في الأصل عضوا في حزب الجبهة الشعبية اللاتفية، ولكن بعد توقف الحزب عن نشاطه السياسي، انتقل إلى حزب طريق لاتفيا. في نوفمبر 2006، وبعد الانتخابات التي عاد فيها حزب طريق لاتفياإلى البرلمان بعد تحالفه مع حزب لاتفيا الأول، أصبح غودمانيس وزيرا للداخلية.
في 14 ديسمبر 2007، تم ترشيح غودمانيس كرئيس للوزراء من قبل الرئيس فالديس زاتلرز. في 20 ديسمبر، وافق البرلمان على هذا الترشيح بعد تأييد 54 عضوا له بينما صوت 43 عضوا ضده.
في 18 يونيو 2008، أصيب إيفارس غودمانيس بجروح في رأسه في حادث تصادم وقع بين سيارة ليموزين الرسمية الخاصة به وحافلة صغيرة.
في 19 سبتمبر 2008، عوض روجر تايلور على الطبول في حفل موسيقي في العاصمة ريغا أحيته فرقة كوين الموسيقية.
تسببت المشاكل الاقتصادية والاتهامات بالفساد في تراجع شعبية حكومة غودمانيس. في يناير 2009، تحولت الاحتجاجات المناهضة للحكومة إلى أسوأ أعمال شغب شهدتها البلاد منذ استعادة الاستقلال في عام 1991. في 20 فبراير 2009، استقال غودمانيس من منصبه مع بقية حكومته بسبب مخاوف بشأن معالجة الأزمة الاقتصادية. في 26 فبراير 2009، عين الرئيس فالديس زاتلرز وزير المالية السابق فالديس دومبروفسكيس رئيسًا جديدًا للوزراء ؛ أدى اليمين الدستورية في 12 مارس 2009.

## روابط خارجية
- إيفارس غودمانيس على موقع الموسوعة البريطانية (الإنجليزية)
- إيفارس غودمانيس على موقع مونزينجر (الألمانية)